# Цаккар
Цаккар (вірм. Ծակքար) — село в марзі Гегаркунік, на сході Вірменії. Село розташоване на однойменній річці, за 10 км на північний захід від міста Мартуні, за 3 км на схід від села Дзорагюх, за 3 км на північний схід від села Цовінар та за 4 км на захід від села Лічк. За 2 км на північний схід проходить траса Варденіс — Мартуні — Севан — Єреван, а у ще за 2 км на північний схід розташоване озеро Севан.

## Відомі люди
- Оганян Татуль Гегамович - голова «Спілки вірмен м.Ніжина та Ніжинського району», підприємець, громадсько-політичний діяч, колишній військовослужбовець.